# اچ‌ام‌اس ریسورس (اف۷۹)
اچ‌ام‌اس ریسورس (اف۷۹) (به انگلیسی: HMS Resource (F79)) یک کشتی بود که طول آن ۵۳۰ فوت (۱۶۰ متر) بود. این کشتی در سال ۱۹۲۸ ساخته شد.